# Szeszki (Kowale Oleckie)
Szeszki [ˈʂɛʂki] (deutsch Seesken) ist ein Dorf in der polnischen Woiwodschaft Ermland-Masuren und gehört zur Landgemeinde Kowale Oleckie (Kowahlen, 1938 bis 1945 Reimannswalde) im Powiat Olecki (Kreis Oletzko/Treuburg).

## Geographische Lage
Szeszki liegt im Nordosten der Woiwodschaft Ermland-Masuren am Südhang der Seesker Höhe (polnisch Wzgórza Szeskie) südöstlich des Seesker Bergs (polnisch Góra Szeska). Die Kreisstadt Olecko (Marggrabowa, 1928 bis 1945 Treuburg) liegt 19 Kilometer entfernt in südöstlicher Richtung.

## Geschichte
Das vor 1785 Domaschin, danach bis 1945 Seesken, zum Teil mit dem Zusatz Kirchspiel Schareyken genannte Dorf wurde 1561 gegründet. Zwischen 1874 und 1945 war das Dorf in den Amtsbezirk Kowahlen (polnisch Kowale Oleckie) eingegliedert, der – 1939 umbenannt in „Amtsbezirk Reimannswalde“ – zum Kreis Oletzko – 1939 bis 1945 „Landkreis Treuburg“ genannt – im Regierungsbezirk Gumbinnen der preußischen Provinz Ostpreußen gehörte.
Im Jahre 1910 verzeichnete Sessken 416 Einwohner. Ihre Zahl verringerte sich bis 1933 auf 270 und betrug 1939 nur noch 230.
Aufgrund der Bestimmungen des Versailler Vertrags stimmte die Bevölkerung im Abstimmungsgebiet Allenstein, zu dem Seesken gehörte, am 11. Juli 1920 über die weitere staatliche Zugehörigkeit zu Ostpreußen (und damit zu Deutschland) oder den Anschluss an Polen ab. In Seesken stimmten 248 Einwohner für den Verbleib bei Ostpreußen, auf Polen entfiel keine Stimme.
In Kriegsfolge kam Seesken 1945 mit dem gesamten südlichen Ostpreußen zu Polen und trägt seither die polnische Namensform „Szeszki“. Heute ist der Ort Sitz eines Schulzenamtes (polnisch Sołectwo) als Ortschaft im Verbund der Landgemeinde Kowale Oleckie im Powiat Olecki, bis 1998 der Woiwodschaft Suwałki, seither der Woiwodschaft Ermland-Masuren zugehörig.

## Kirche
Seesken war vor 1945 in das Kirchspiel der evangelischen Kirche Schareyken (1938 bis 1945: Schareiken, polnisch Szarejki) eingepfarrt und gehörte zum Kirchenkreis Oletzko/Treuburg in der Kirchenprovinz Ostpreußen der Kirche der Altpreußischen Union. Heute ist die Pfarrei Suwałki in der Diözese Masuren der Evangelisch-Augsburgischen Kirche in Polen zuständig.
Katholischerseits waren die Seesker Einwohner nach Marggrabowa (1928 bis 1945: Treuburg, polnisch Olecko) im Bistum Ermland orientiert. Heute ist das Dorf in die neu errichtete Pfarrei in Kowale Oleckie eingegliedert, die zu einem der beiden Dekanate in Olecko im Bistum Ełk der Katholischen Kirche in Polen gehört.

## Verkehr
Szeski liegt an einer Nebenstraße, die von Kowale Oleckie (Kowahlen, 1938 bis 1945 Reimannswalde) über Chełchy (Chelchen, 1938 bis 1945 Vorbergen) zum Seesker Berg (polnisch Góra Szeska), dem mit 309 Metern dritthöchsten Berg in Nordpolen, führt. Eine Bahnanbindung besteht nicht.